# 古アイルランド語
古アイルランド語（こアイルランドご）は、インド・ヨーロッパ語族ケルト語派に属する言語である。
ゲール語、アイルランド語や、スコットランド・ゲール語、マン島語を派生した。最古の文献は5世紀のオガム碑文であり、現在のアイルランドに300、ウェールズなどブリテン島で60、発見されている。
1. ↑  Hammarström, Harald; Forkel, Robert; Haspelmath, Martin et al., eds (2016). “Old Irish (to 900)”. Glottolog 2.7. Jena: Max Planck Institute for the Science of Human History